# Glena kirkwoodaria
Glena kirkwoodaria är en fjärilsart som beskrevs av Frederick H. Rindge 1965. Glena kirkwoodaria ingår i släktet Glena och familjen mätare. Inga underarter finns listade i Catalogue of Life.